# 北部运河
北部运河（法語：Canal du Nord，法語發音：[kanal dy nɔʁ]）是法国北部的一条运河，长95公里，在蓬莱韦克与瓦兹河旁侧运河交汇，在阿尔勒与桑塞河运河交汇。